# Asterkapuschongfly
Asterkapuschongfly (Cucullia asteris) är en fjärilsart som beskrevs av Ignaz Schiffermüller 1775. Asterkapuschongfly ingår i släktet Cucullia och familjen nattflyn. Enligt den finländska rödlistan är arten nära hotad i Finland. Arten är reproducerande i Sverige. Artens livsmiljö är torra och karga åsmoar. Inga underarter finns listade i Catalogue of Life.

## Bildgalleri

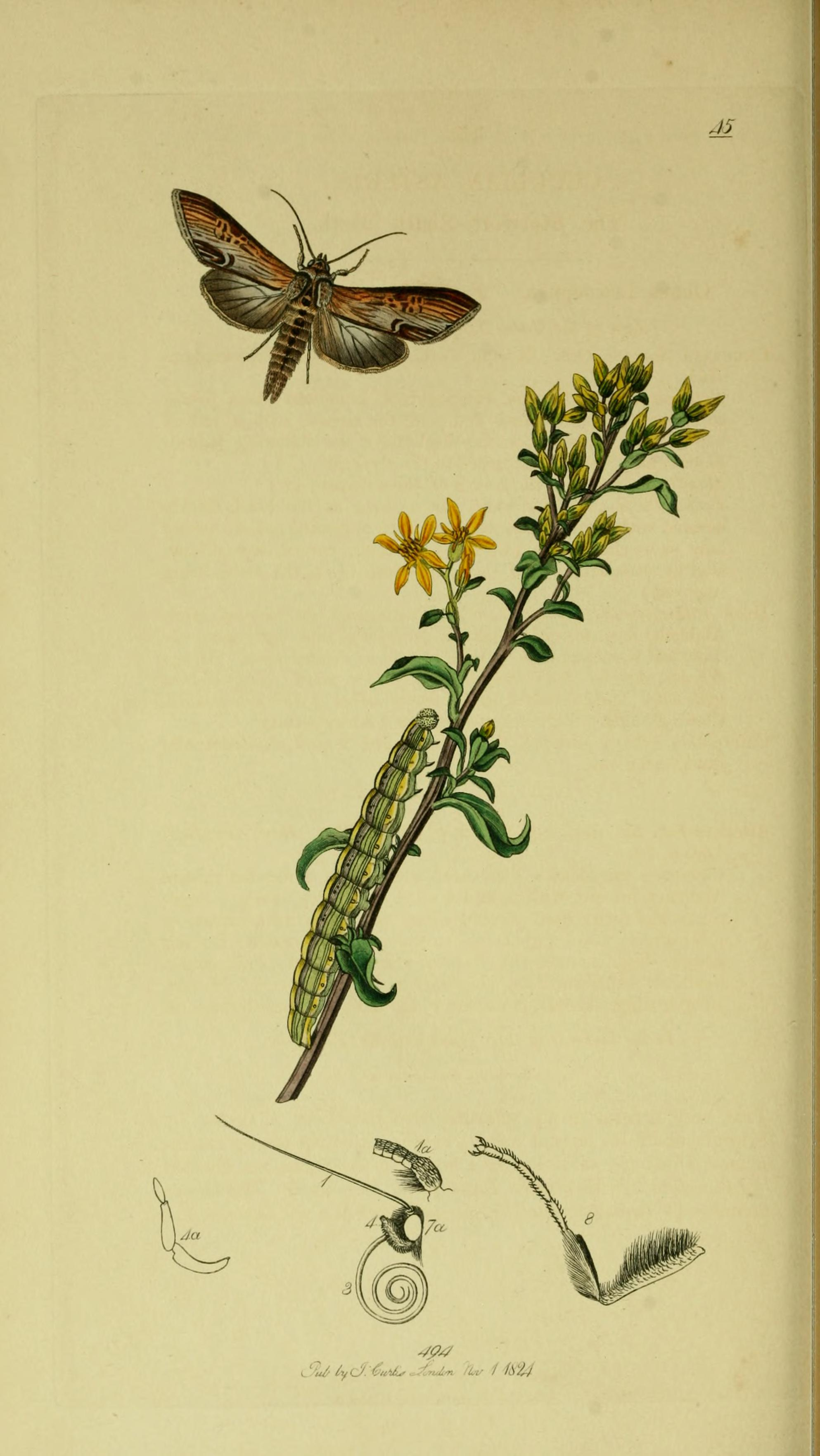
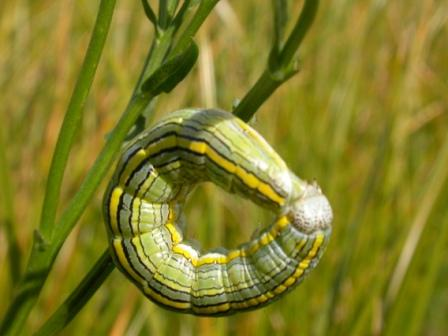